# Bror von Geijer
Bror Bengt Gustaf von Geijer, född 11 februari 1816 i Helsingborg, död 15 maj 1886 på Herrevads kloster, Kristianstads län, var en svensk militär och politiker.
von Geijer blev major i armén 1852. Han var tillförordnad ståthållare på Herrevadskloster från 1857. Han var ledamot av Ridderskapet och adeln vid den sista ståndsriksdagen 1865/66 och var ledamot av riksdagens första kammare 1867–1877 för Kristianstads läns valkrets.